# Valentine Road
Valentine Road (bra: Valentine Road: O Assassinato de Lawrence King) é um documentário da diretora Marta Cunningham. Em 2008, Cunningham leu um artigo do Southern Poverty Law Center sobre o assassinato de um jovem de 15 anos assumidamente gay e não-conformista, Lawrence King. Ele foi baleado e morto em sua sala de aula do ensino médio pelo colega Brandon McInerney, de 14 anos.
Investigando o caso, Cunningham sentiu-se compelida a desafiar o que considerava uma representação homofóbica de King na grande mídia. Ela começou a comparecer às petições e audiências pré-julgamento de McInerney. “Quanto mais ela analisava o caso, mais ela descobria uma teia de complicações e nuances que simplesmente não eram ouvidas de forma justa pela mídia, muito menos pelos tribunais”.
Incorporando-se na cidade de Oxnard, Cunningham passou cinco anos desenvolvendo a confiança da comunidade e acumulando mais de 350 horas de filmagem. O resultado foi um documentário de 89 minutos descrito pelo Los Angeles Times como um filme onde: "Cunningham tece magistralmente uma espécie de colcha memorial cinematográfica para King, que, pouco antes de sua morte, estava morando em uma casa coletiva/centro de tratamento distante de seus pais adotivos. [...] Imagens de notícias de arquivo, vídeos de vigilância da escola e representações de tribunais completam este lembrete poderoso e comovente do garoto ousado e travestido com uma paixão perdida que muitas vezes foi considerada a causa de seu próprio assassinato."
A HBO exibiu o documentário no início da temporada de outono de 2013. Como resultado, Valentine Road foi indicado ao Emmy nas categorias Melhor Documentário e Melhor Narrativa Longform no 35º Prêmio Emmy Anual de Notícias e Documentários.
O USA Today elogiou o filme como: "Assombroso, sincero e imparcial" recomendou que: "Valentine Road deveria ser visto obrigatoriamente no ensino de tolerância nos campi do ensino fundamental e médio."